# المعهد الوطني للبحوث في الهندسة الريفية والمياه والغابات

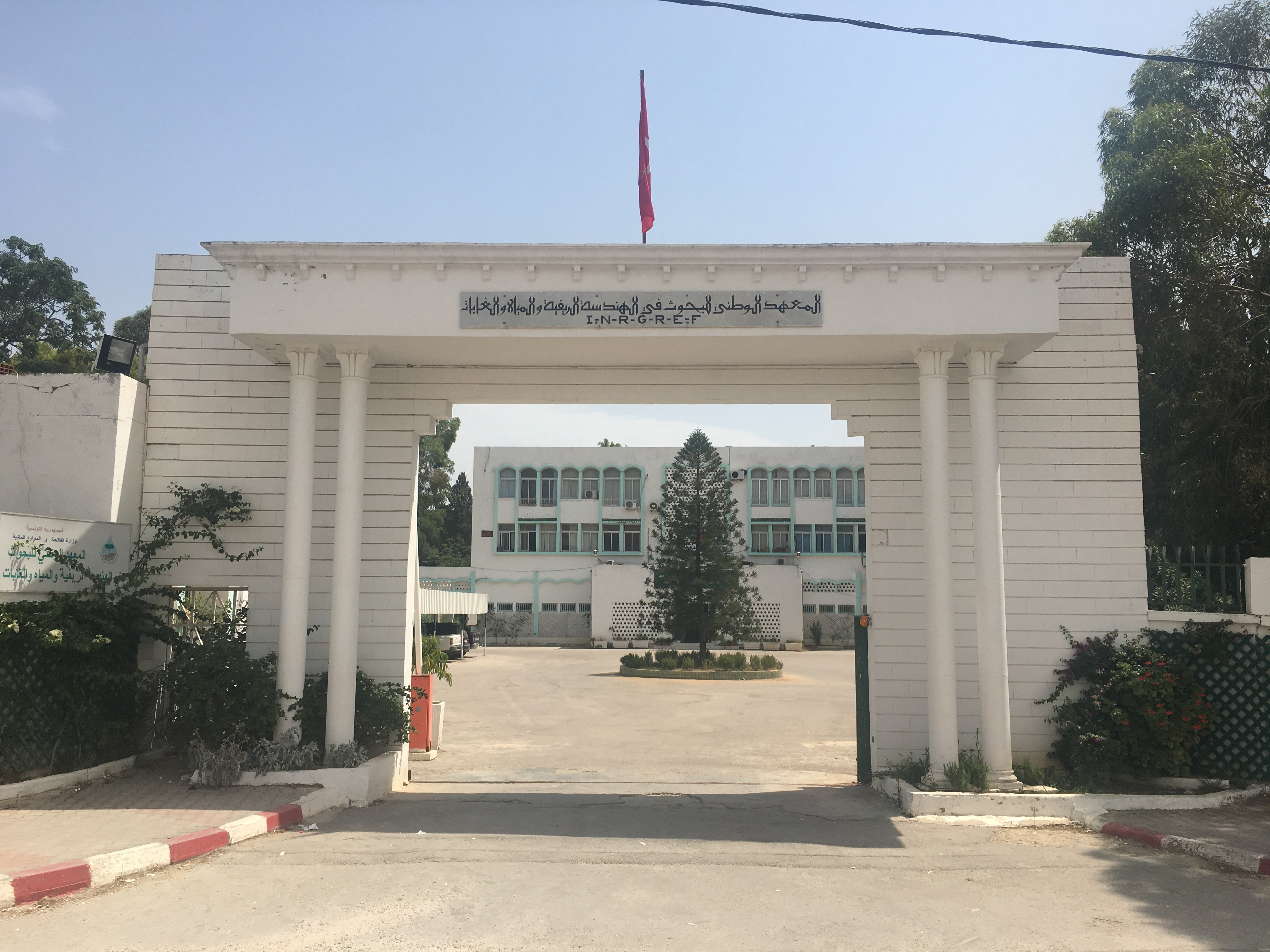
مقر المعهد بالمنزه

المعهد الوطني للبحوث في الهندسة الريفية والمياه والغابات بتونس هو مؤسسة عليا تعنى بالبحث في مجالات الهندسة الريفية والمياه والغابات، وتتبع جامعة 7 نوفمبر، وهي تحت الإشراف المزدوج بين وزارتي التعليم العالي والبحث العلمي، والفلاحة.